# 하산스키군

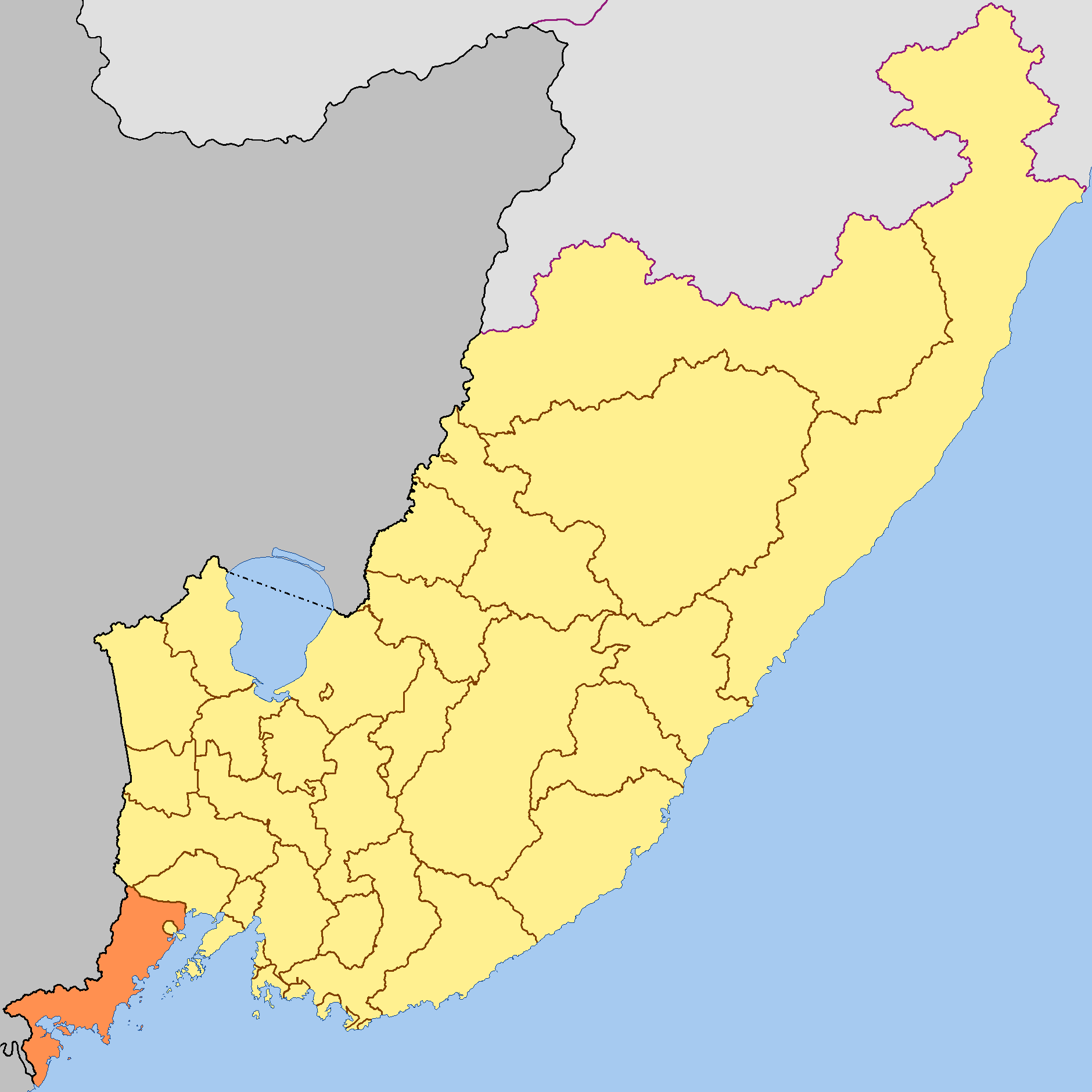
하산스키 군의 위치

하산스키군(러시아어: Хасанский район)은 러시아 프리모르스키 지방에 위치한 군이다. 중심지는 슬라뱐카이다. 하산스키 군은 연해주의 최남단에 위치해 있다. 남서쪽은 두만강을 경계로 조선민주주의인민공화국 라선시와 접하고, 북쪽은 우수리스키 군과 나데즈딘스키 군, 서쪽은 중국, 동쪽은 동해에 접해 있다. 북동부에 블라디보스토크 시 프룬젠스키 구 관할의 월경지인 베레고보예(Береговое) 촌과도 경계를 접한다.
인구는 2013년 기준으로 3만 3,167 명, 면적은 4,130km2이다.
이 군의 경제는 어업과 조선업이다. 항구는 슬라뱐카, 포시예트와 자루비노이다. 이곳을 통해 중국과 조선민주주의인민공화국으로 갈 수 있다. 개발이 덜 된 곳에서는 피혁 공업이나, 순록 방목을 한다.
여름에는 관광객들이 많이 몰려드는데, 러시아 전역은 물론, 중국에서도 사람들이 꽤 온다.

## 행정 구역

### 자루빈스코예 읍
- 안드레옙카 (Андреевка)
- 비탸지 (Витязь)
- 자루비노 (Зарубино) (행정 중심지)
- 리소바야파디 (Рисовая Падь)
- 수하놉카 (Сухановка)

### 크라스킨스코예 읍
- 자이사놉카 (Зайсановка)
- 카미쇼비 (Камышовый)
- 크라스키노 (Краскино) (행정 중심지)
- 마야치노예 (Маячное)
- 추카노보 (Цуканово)
- 샤흐툐르스키 (Шахтёрский)

### 포시예츠코예 읍
- 그보즈데보 (Гвоздево)
- 포시예트 (Посьет) (행정 중심지)

### 프리모르스코예 읍
- 프리모르스키 (Приморский) (행정 중심지)

### 슬라뱐스코예 읍
- 바자크루글라야 (База Круглая)
- 밤부로보 (Бамбурово)
- 포이마 (Пойма)
- 로마시카 (Ромашка)
- 랴자놉카 (Рязановка)
- 슬라뱐카 (Славянка) (행정 중심지)

### 하산스코예 읍
- 레베디노예 (Лебединое)
- 하산 (Хасан) (행정 중심지)

### 바라바시스코예 면
- 바라바시 (Барабаш) (행정 중심지)
- 자나드보롭카 (Занадворовка)
- 크랍촙카 (Кравцовка)
- 옵친니코보 (Овчинниково)
- 프로발로보 (Провалово)
- 필리폽카 (Филипповка)

### 베즈베르홉스코예 면
- 베즈베르호보 (Безверхово) (행정 중심지)
- 케드로비 (Кедровый)
- 나르바 (Нарва)
- 페레보즈나야 (Перевозная)
- 수하야레치카 (Сухая Речка)

## 자매 도시
- 대한민국 강원특별자치도 속초시
- 대한민국 경기도 광명시

## 같이 보기
- 녹둔도